# Nicolás Roger
Nicolás Roger (Santiago del Estero, 10 de noviembre de 2000) es un jugador de rugby argentino que se desempeña como apertura y juega en Tarucas del Súper Rugby Américas.

## Carrera

### Santiago Lawn Tennis
Roger se formó en Santiago Lawn Tennis, donde debutó en 2018.

### Cafeteros Pro
En 2021 viajó a Colombia y se sumó a Cafeteros Pro. Con el equipo colombiano disputó la Súper Liga Americana de Rugby 2021.

### Peñarol
En 2022 pasó a Peñarol para disputar la Súper Liga Americana de Rugby. Con el equipo uruguayo terminó primero en la etapa clasificatoria. En las semifinales del torneo derrotó a Cafeteros Pro. En la final disputada en el Estadio Charrúa venció a Selknam y se coronó campeón del torneo.

### CUS Torino
Para la temporada 2022/23 tuvo su primera experiencia en el rugby europeo, cuando viajó a Italia y se unió a CUS Torino del Top10.

### Selknam
En 2024 volvió a Sudamérica y se sumó a Selknam. Con el equipo chileno disputó el Súper Rugby Américas 2024 y quedó al borde de la clasificación a la fase final del torneo.

### La Tablada
Al finalizar el Súper Rugby se unió a La Tablada para jugar el Torneo del Interior B. Derrotó en la final del torneo a CAE, en Paraná, y se consagró campeón por 42 a 17.

### Tarucas
En 2025 se unió a Tarucas, flamante franquicia del Noroeste Argentino, para disputar el Super Rugby Américas 2025.

## Selección nacional
Roger jugó en los Pumitas y llegó a participar en el mundial juvenil.
En 2018 participó, con los Pumas 7, en los Juegos Olímpicos de la Juventud de Buenos Aires. En el torneo ganó la medalla de oro.

## Clubes
| Club                 | País      |
| -------------------- | --------- |
| Santiago Lawn Tennis | Argentina |
| Cafeteros Pro        | Colombia  |
| Peñarol              | Uruguay   |
| CUS Torino           | Italia    |
| Selknam              | Chile     |
| La Tablada           | Argentina |
| Tarucas              | Argentina |

## Palmarés
| Título                        | Equipo     | País      | Año  |
| ----------------------------- | ---------- | --------- | ---- |
| Súper Liga Americana de Rugby | Peñarol    | Uruguay   | 2022 |
| Torneo del Interior B         | La Tablada | Argentina | 2024 |